# Braham Lahoubi
 (février 2010).
Si vous disposez d'ouvrages ou d'articles de référence ou si vous connaissez des sites web de qualité traitant du thème abordé ici, merci de compléter l'article en donnant les références utiles à sa vérifiabilité et en les liant à la section « Notes et références ».
Braham Lahoubi est né le 20 juin 1933 à Saint-Eugène (aujourd'hui Bologhine) près d'Alger et décédé le 13 novembre 2011. Ébéniste de profession, il est un ancien champion de chasse sous-marine algérien et également un membre fondateur de la Fédération algérienne de Natation, et de chasse sous-marine et sports subaquatiques.

## Biographie

### Enfance
Braham Lahoubi constitue à lui seul le parfait exemple d'une génération de sportifs qui ont beaucoup donné au sport sans jamais rien attendre en contrepartie. Ils ont su transmettre leurs qualités morales, leur volonté et leur passion débordantes pour la plongée sous-marine au profit des jeunes. Braham Lahoubi est le benjamin d'une famille composée de quatre frères et de deux sœurs.

### Débuts dans la plongée
Il n'a jamais eu l'idée de quitter son quartier où il apprit très jeune la natation. Mais son sport favori allait être la plongée et la chasse sous-marine. Avec El-Okbi Mahmoud, Baghlali Djelloul, Cherif Ahmed et Si Abdallah (ancien de la Protection civile), il a été l'un des fondateurs de la Fédération algérienne de secourisme, de sauvetage et des activités subaquatiques (FASSAS) en 1963. Il en fut très fier et se mobilisa constamment afin d'être prêt pour les futurs rendez-vous internationaux.

### Carrière dans la plongée
Il a suivi un stage à l'INS de Paris (France) en 1963, d'où il fut récompensé par un diplôme en natation. Il lança par la suite un appel aux jeunes pour adhérer à la Fédération et former des équipes pour représenter l'Algérie dans les différentes compétitions internationales. Participant aux tournois internationaux dans plusieurs pays, il eut le plaisir de côtoyer de grands plongeurs tels que Jacques Mayol (inspirateur du film Le Grand Bleu réalisé par Luc Besson), Hugues Dessault, Gilbert Diaz (ancien français d'Algérie) avec lesquels il partageait des moments inoubliables de chasse sous-marine. 
Faisant le tour du Bassin méditerranéen, il participa à plusieurs épreuves en Italie, Yougoslavie, Turquie, France, Chypre, Malte, Égypte et Tunisie. Lors d'un stage aux États-Unis en 1973, il fit la connaissance de Don Jacklin (entraîneur du club de Portland), de Peter Dalan (club de San Francisco) ainsi que de George Hims (entraîneur de Mark Spitz, 7 médailles d'or aux J.O. de Munich 1972). Il ne cache pas sa satisfaction d'avoir participé à des compétitions à l'étranger : «Je garde un bon souvenir des Championnats du monde de Villa Carlos (Minorque, Espagne) où j'ai remporté le 1er prix (1985) ainsi que les participations à des compétitions internationales disputées à Mali Losinj (Yougoslavie) et Izmir (Turquie)». «Mon souhait, c'est de voir notre pays organiser un championnat du monde de chasse sous-marine, la zone s'y prête et les hommes ne manquent pas», ajoute-t-il. Mais Braham Lahoubi, tout en espérant de voir un jour son vœu se réaliser, continue à sortir en mer en compagnie d'autres plongeurs pour s'adonner aux plaisirs que procure la chasse sous-marine. Braham Lahoubi fut membre d'honneur de la Confédération mondiale de chasse sous-marine. Il est décédé le 30 octobre 2011.

## Citations
- « Je voudrais un jour mourir en mer car la mer m'a toujours bercé et c'est à elle que je retournerai[1] »

## Webographie
- Les frères LAHOUBI Farid, Mahmoud (natation, waterpolo, haltérophilie) et Braham plongée sous-marine, natation et Water-polotous issus du club Algérois Mouloudia Chaabia El djazairia (MCA)en 1942.